# GJ 1151
GJ 1151は、おおぐま座の方向に26.2光年の距離に存在しているスペクトル分類がdM4.5の赤色矮星である。GJ 1151の色は赤みがかった色合いで、見かけの等級は14.0で肉眼で見ることは出来ない。視線速度が-36km/sと比較的大きな固有運動を持つ。自転速度は2.0km/sである。GJ 1151の質量は太陽質量の15.4％、半径は太陽半径の19.0％。有効温度は3143Kである。年齢は25億年とされている。

## 惑星系
| 名称 （恒星に近い順） | 質量                 | 軌道長半径 （天文単位） | 公転周期 (日)  | 軌道離心率 | 軌道傾斜角 | 半径 |
| --------------------- | -------------------- | ----------------------- | -------------- | ---------- | ---------- | ---- |
| b                     | ≥10.62+1.31 −1.47 M⊕ | 0.5714+0.0053 −0.0064   | 389.7+5.4 −6.5 | —          | —          | —    |

2020年、天文学者は恒星からの電波放射の発見を公表した。これは、恒星が地球とほぼ同じサイズの惑星と磁気相互作用を持ち、1~5日の公転周期を持っていることと一致している。このような相互作用は、GJ 1151が木星、その惑星がイオの役割を担う、木星とイオの磁気相互作用の関係に類似している。
2021年にわずか1か月間隔で公表された2つの論文では、ドップラー分光法によるGJ 1151の惑星の検出が議論された。1つは、最小質量が2.5地球質量で公転周期が2日の惑星を検出したと主張し、電波放出の検出を支持したが、もう1つはこの候補惑星を確認できず、2日間の信号は遠い距離を公転する惑星に関連する長期変動によって引き起こされている可能性が高いとした。この2番目の研究では、検出されていない公転周期が1~5日の惑星の最小質量の上限を0.7~1.2地球質量とした。
2023年には、最小質量が10.6地球質量、公転周期が390日の別の惑星が発見された。この新しい惑星は、発見論文では GJ 1151 b と呼ばれている。電波放射に関連する短周期惑星の存在を完全に排除することはできなかったが、そのような惑星が存在している場合は、その最小質量は1.2地球質量未満でなければならない。
なお、GJ 1151系に他の恒星、褐色矮星、巨大惑星は存在しないとみられている。